# Marpesia
Marpesia (in greco antico: Μαρπησία?) è un personaggio della mitologia greca, regina delle Amazzoni insieme alla sorella Lampedo.

## Biografia
Stando alla leggenda, Marpesia fu una delle regnanti che contribuì alla fondazione di Efeso, oltre ad aver fondato una seconda città sulla Catena del Caucaso, nota come Roccia di Marpesia o Scogliera Marpesiana. Durante la diarchia retta da Marpesia e la sorella Lampedo, le Amazzoni estesero la propria influenza in Europa ed Asia Minore, diventando così oggetto di rispetto e paura per le loro prodezze militari. Marpesia sarebbe stata uccisa in battaglia e le successero al trono le figlie Ortizia e Antiope.

## Nella cultura di massa
- Boccaccio la ricorda in un capitolo del De mulieribus claris insieme a Lampedo.[5]
- Il nome di Marpesia figura nella lista delle donne iscritte nell'installazione artistica The Dinner Party che si trova nella città di New York.[6]